# Melampodium sinuatum
Melampodium sinuatum là một loài thực vật có hoa trong họ Cúc. Loài này được Brandegee mô tả khoa học đầu tiên năm 1891.